# レッドロック/裏切りの銃弾
『レッドロック/裏切りの銃弾』（原題：Red Rock West）は1993年のアメリカ映画。
ニコラス・ケイジ主演のバイオレンスアクション。
監督は、テレビシリーズ『カリフォルニアケーション』のジョン・ダール。『もういちど殺して』に続く、ダールの2作目の監督作品。

## ストーリー
体の不調で職を失ったマイケル（ニコラス・ケイジ）は、ボロ車で職探しの旅に出る。
たまたま立ち寄ったワイオミング州の田舎町、レッドロックの保安官ウェイン（J・T・ウォルシュ）に、マイケルは殺し屋と間違えられ、5000ドルでウェインの妻を殺害するよう指示される。
ところがウェインの妻スザンヌ（ララ・フリン・ボイル）は、逆に2倍の報酬で夫ウェインを殺害して欲しいとマイケルに依頼する。
金だけ受け取り逃亡しようとするマイケルの前に、ついに本物の殺し屋ライル（デニス・ホッパー）が現れ、金と欲に塗れた泥沼の殺し合いへと発展する。

## 登場人物
※括弧内は日本語吹替
- マイケル・ウィリアムズ - ニコラス・ケイジ（田中正彦）： 無職の青年。仕事を求めて町に来た。
- ウェイン・ブラウン - J・T・ウォルシュ（小林修）： 保安官で地元の名士。
- スザンヌ・ブラウン - ララ・フリン・ボイル（田中敦子）： ウェインの妻。
- ライル - デニス・ホッパー（富山敬）： 殺し屋。
- マット・グレイタック - ティモシー・カーハート（沢木郁也）： 保安官。
- ラス・ボウマン - ダン・ショア（辻親八）： 保安官。
- ジム - クレイグ・リーエイ（梅津秀行）： マイケルの知り合いの男性で、冒頭で自身の務める工事の仕事を紹介してくれる工事スタッフ。
- ジョンソン監督 - バンス・ジョンソン（辻親八）： ジムやハワード達の上司で工事現場の監督。
- ハワード - ロバート・アペル（島香裕）： 工事現場のスタッフ。
- トラック運転手 - ドワイト・ヨアカム（高木渉）： マイケルが道路に転がり落ちたときに出会う男性。

## 評価
レビュー・アグリゲーターのRotten Tomatoesでは38件のレビューで支持率は97%、平均点は7.50/10となった。Metacriticでは25件のレビューを基に加重平均値が79/100となった。